# Port lotniczy Manokwari-Rendani
Port lotniczy Manokwari-Rendani (IATA: MKW, ICAO: WASR) – port lotniczy położony w Manokwari, w prowincji Papua Zachodnia w Indonezji.